# Taboo
Ха́йме (Джейм) Луї́с Го́мес (ісп. Jaime Luis Gomez, нар. 14 липня 1975), псевдонім Табу (Taboo) — американський співак-репер.

## Біографія
Наполовину іспано-мексиканець, наполовину індіанець, більшу частину життя прожив у латиноамериканській частині Лос-Анджелеса.
Отримавши повну освіту, Джеймі стає одним з найвідоміших брейкденсерів Каліфорнії. У зв'язку з такою популярністю його помічає учасник групи «Atban Klann» Вільям Адамс (Will.i.am). Так з'являється група «The Black Eyed Peas» (англ. чорноокі горошини)
Хайме бере собі псевдонім «TABOO» (англ. заборонений). У групі він відіграє значну роль виконавця іспаномовних пісень.
Для Табу характерний стиль ретро. Його часто можна помітити в довгополих плащах, у кумедних капелюхах і в запаморочливих банданах. Також він віддає перевагу стилю реп. Із зовнішності Хайме можна відзначити довге волосся і випнуті вилиці. На фотосесіях Табу придумує різні жести.

## Сім'я
Є брат Ієшуа (Yashua). У Хайме була дружина Розлін Кобаррубіас (Roslynn Cobarrubias), яка незабаром кинула його через те, що той мало з'являвся вдома (через турне по Європі). Після шлюбу в Хайме залишився син Джошуа (Joshua Parish Gomez).

## Фільмографія
| Рік        | Фільм                               | Оригінальна назва                     | Роль             |
| ---------- | ----------------------------------- | ------------------------------------- | ---------------- |
| Кінофільми |                                     |                                       |                  |
| 2005       | Будь крутіше!                       | Be Cool                               | грає самого себе |
| 2005       | Брудна справа                       | Dirty                                 | Рамірес          |
| 2008       | Cosmic Radio                        | Cosmic Radio                          | Маркус           |
| 2009       | Вуличний боєць: Легенда про Чунь-Лі | Street Fighter: The Legend of Chun-Li | Вега             |
| 2009       | Королева Півдня                     | Queen of the South                    |                  |

1. ↑  Montreux Jazz Festival Database